# 36614 Saltis
36614 Saltis este un asteroid din centura principală de asteroizi.

## Descriere
36614 Saltis este un asteroid din centura principală de asteroizi. A fost descoperit pe 27 august 2000 la Saltsjobaden de A. Brandeker. El prezintă o orbită caracterizată de o semiaxă mare de 2,37 ua, o excentricitate de 0,16 și o înclinație de 1,8° în raport cu ecliptica.